# Johann Wilhelm Meigen
Johann Wilhelm Meigen (3 de maig de 1764 – 11 de juliol de 1845) va ser un entomòleg alemany especialitzat en els Diptera.
Meigen nasqué a Solingen.
Meigen pensà que es podia millorar el sistema de classificació de Linnaeus utilitzant la venació de les ales dels insectes la mateixa idea van tenir Moses Harris i Louis Jurine.
També va analitzar per a la classificació dels dípters els segments de les antenes al microscopi òptic.
L'any 1804 l'única classificació dels dipters era la de Fabricius. Malgrat ser més natural i avançada la classificació feta per Meigen a Die Fliegen  no va ser gaire acceptada pels entomòlegs de la seva època.

## Dípters descrits per Meigen (no completa)
Meigen va descriure uns 3.000 tàxons. Aquí es presenten alguns d'ells.
- Drosophila melanogaster, organisme model en la genètica.
- Tephritis neesii
- Phormia regina
- Lucilia silvarum
- Criorhina berberina
- Thaumatomyia notata
- Lucilia sericata
- Muscina pascuorum
- gènere Microdon
- gènere Ctenophora
- gènere Chrysops
- gènere Haematopota
- família Culicidae

### Obra
Diptera
Les dues principals són:
- Meigen, J. W., 1804 Klassifikazion und Beschreibung der europäischen zweiflügeligen Insekten  in English, Classification and description of the European two-winged insects Reichard, Braunschweig.
- Meigen, J. W., 1818-1838 Systematische Beschreibung der bekannten europäischen zweiflügeligenInsekten in English, Systematic description of the known European two-winged insects. This is a seven-volume work. The first volume was published in 1818, the last in 1838.

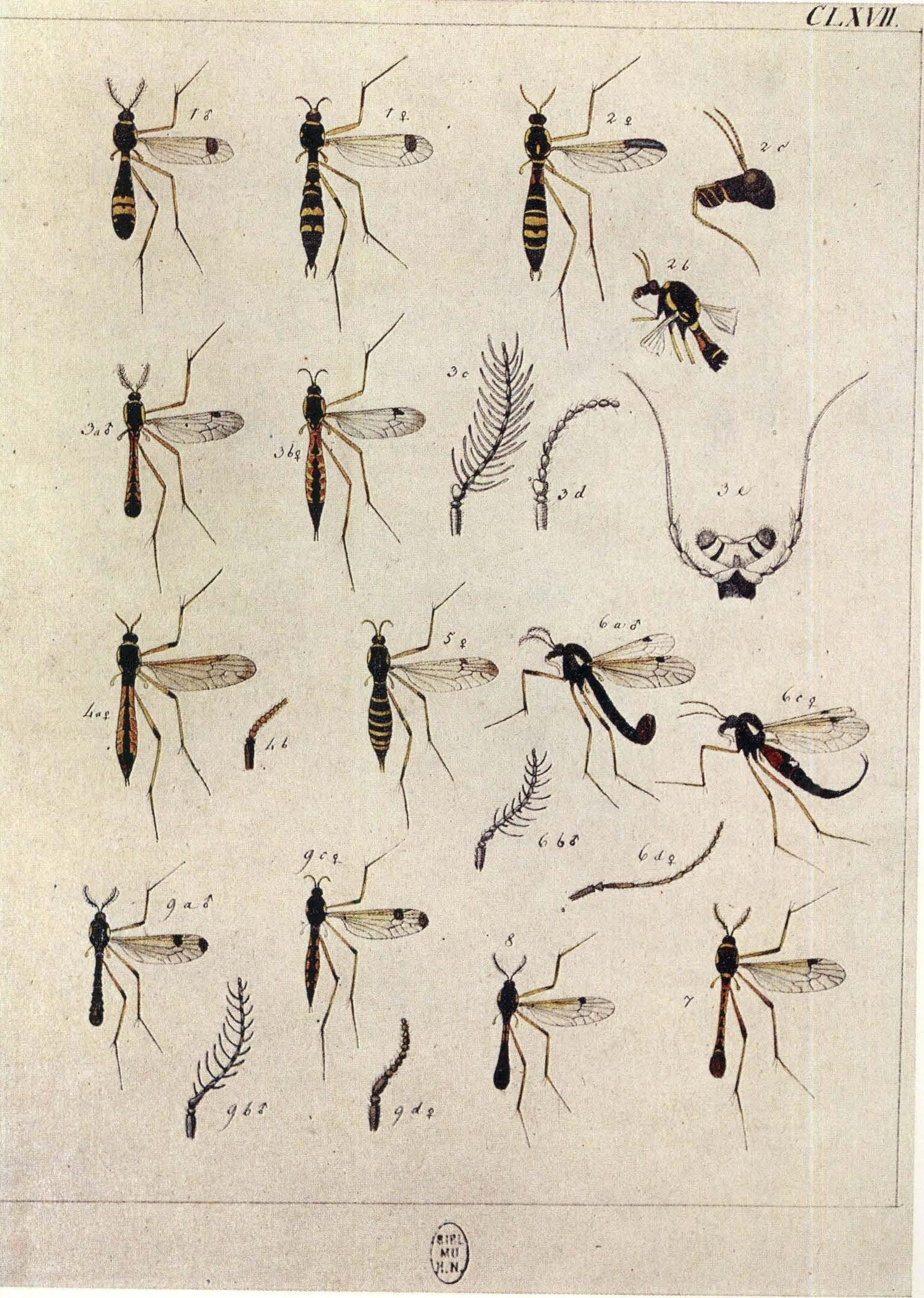
Systematische Beschreibung Taf CLXVII
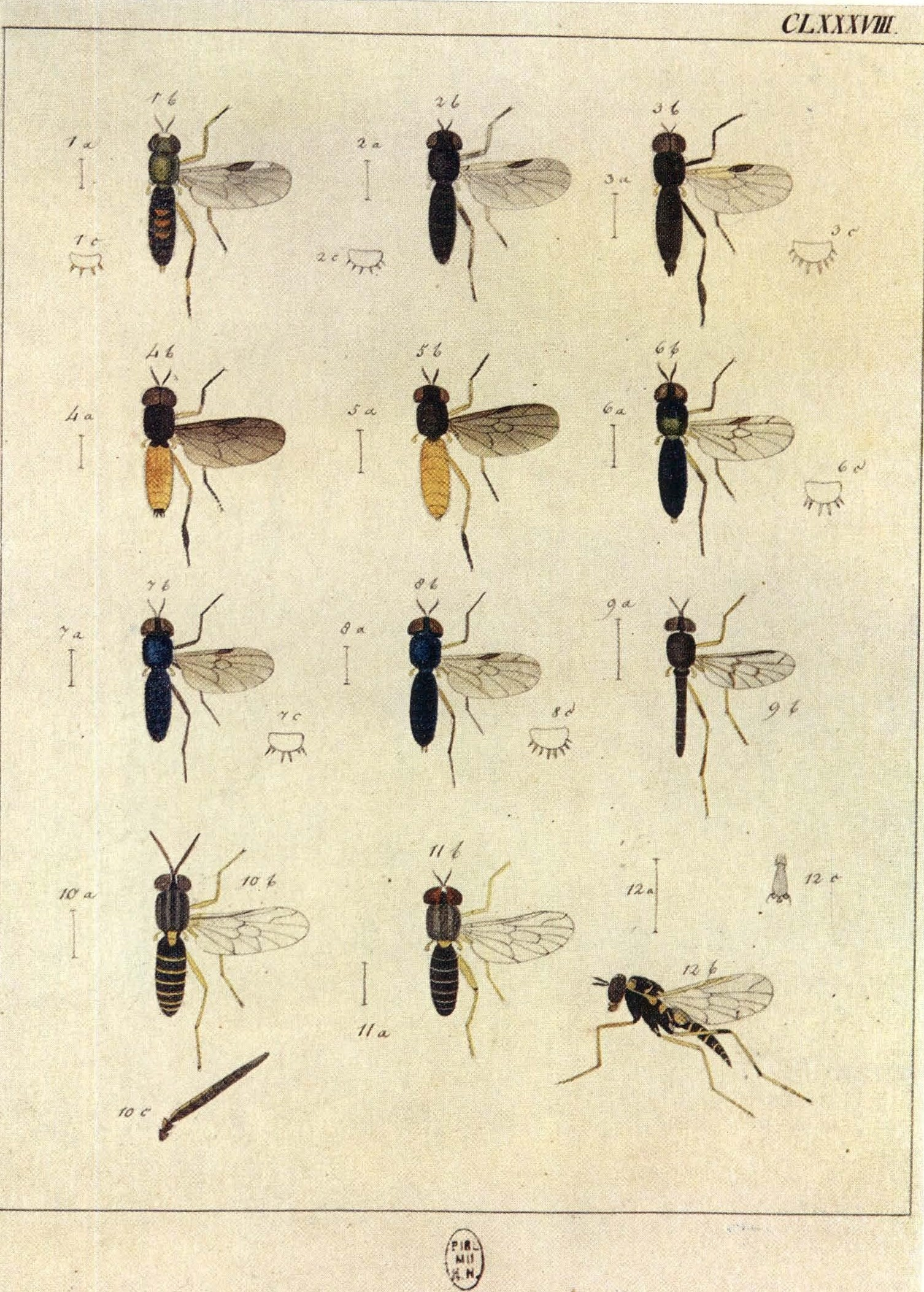
Systematische Beschreibung Taf CLXVIII
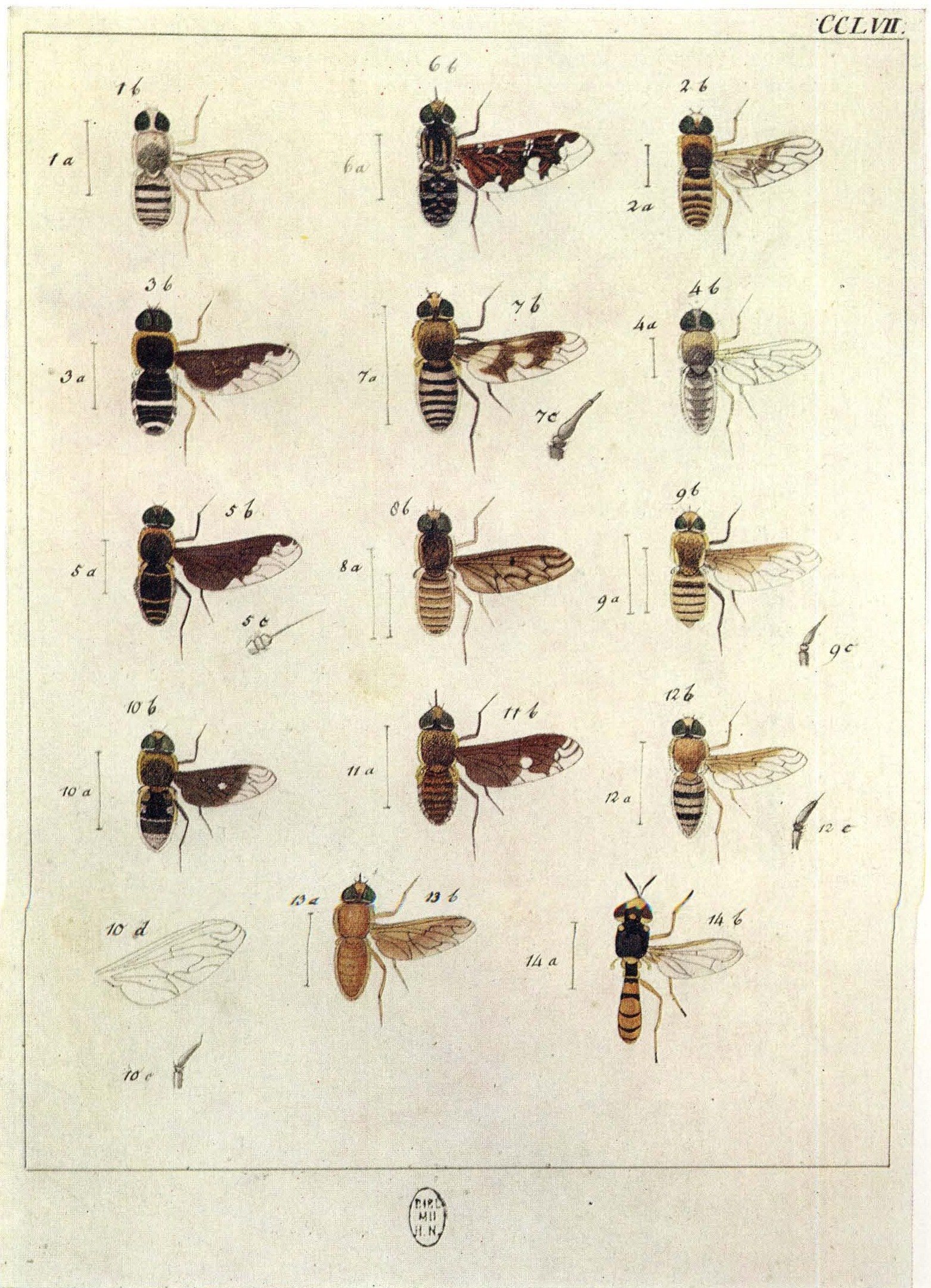
Systematische Beschreibung Taf CCLVII
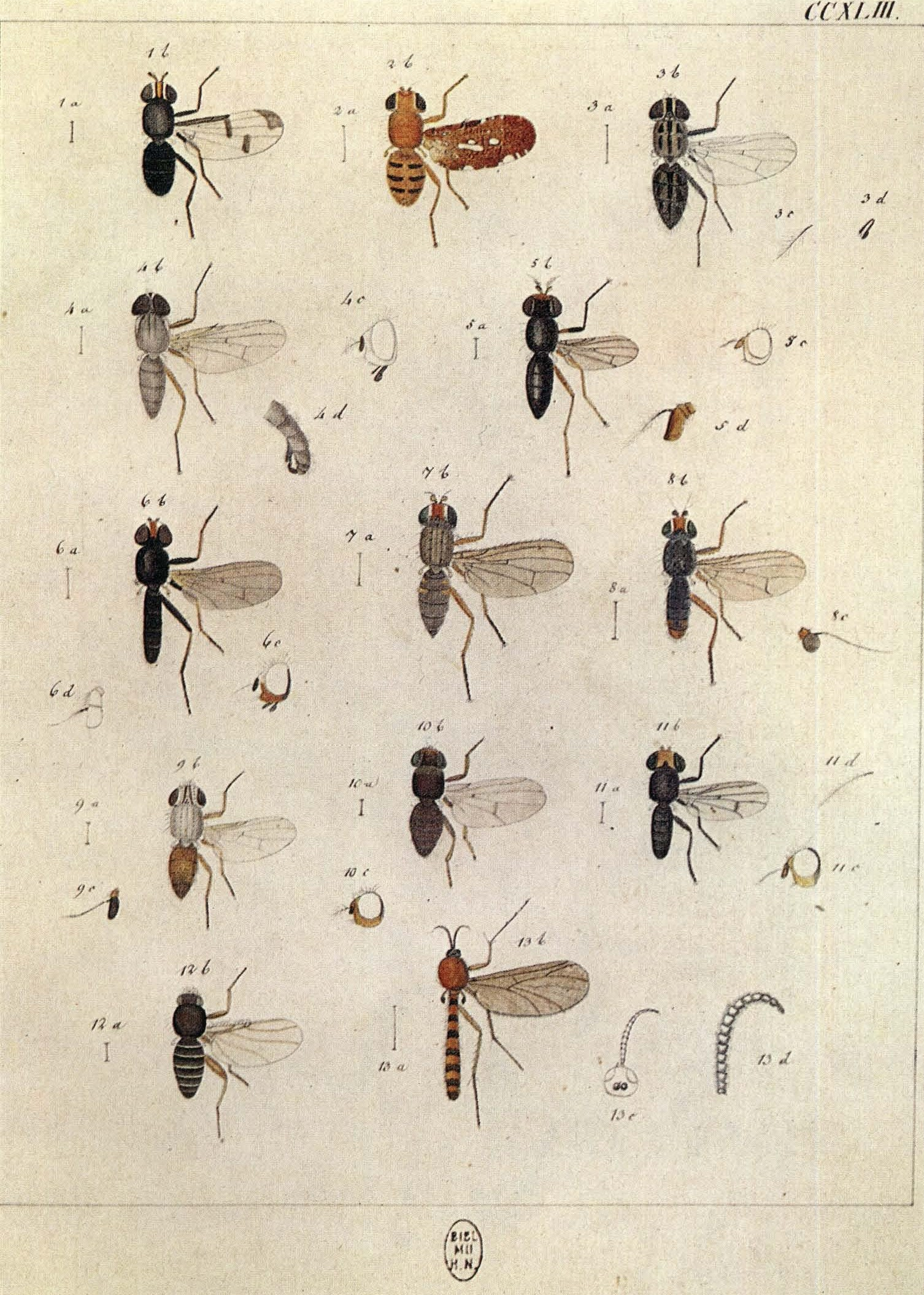
Systematische Beschreibung Taf CCXLIII
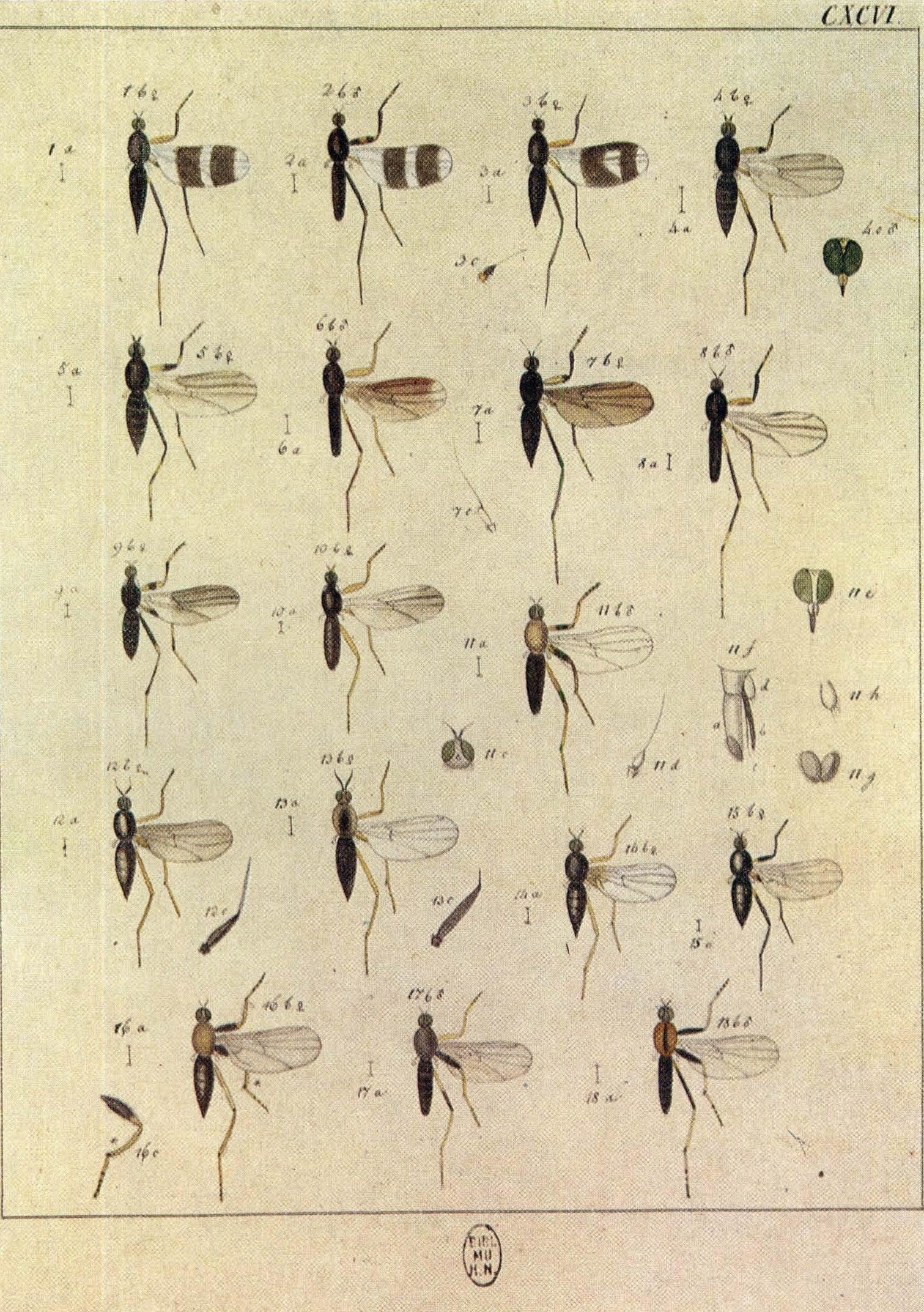
Systematische Beschreibung Taf CXCVI
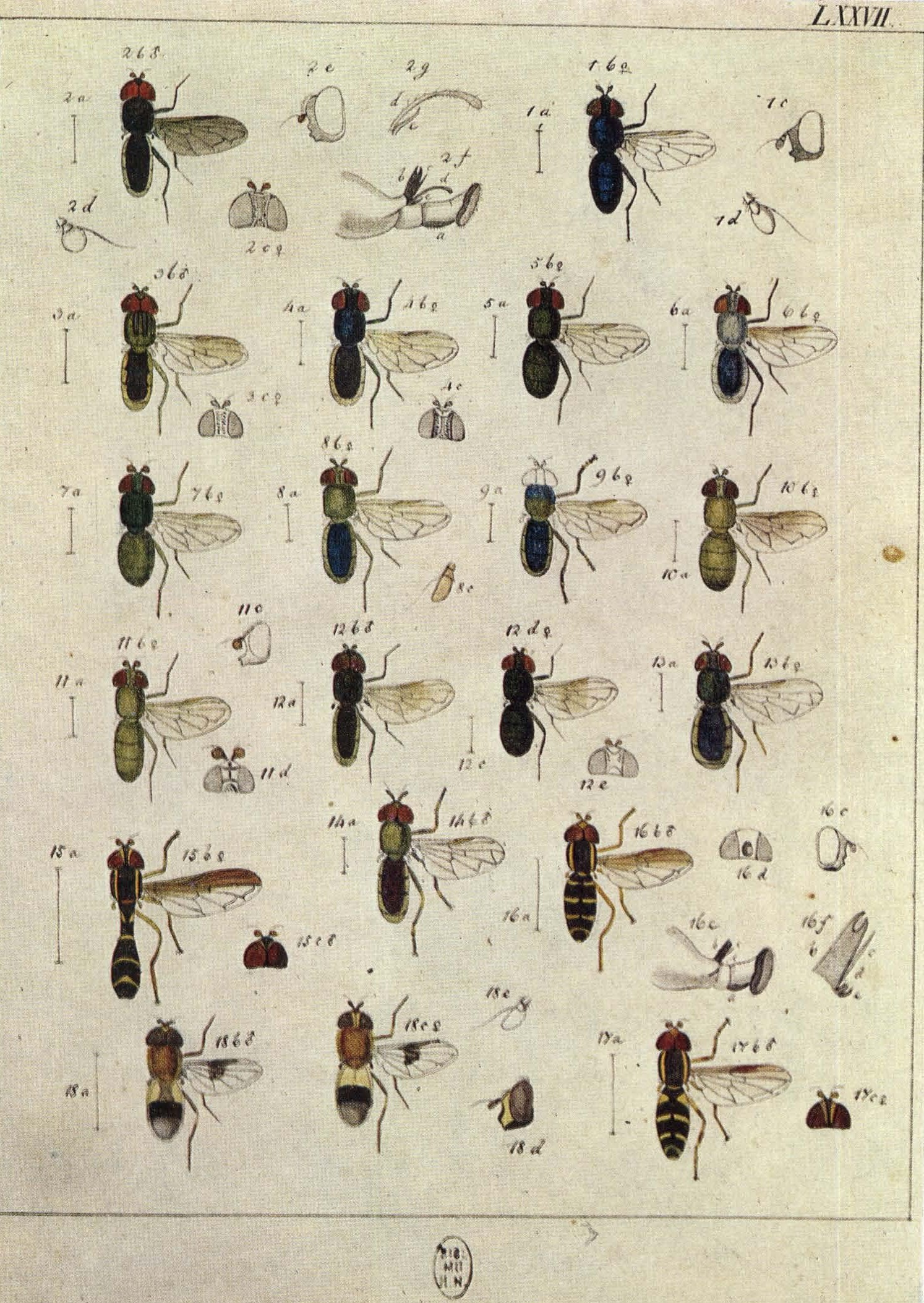
Systematische Beschreibung Taf LXXVII
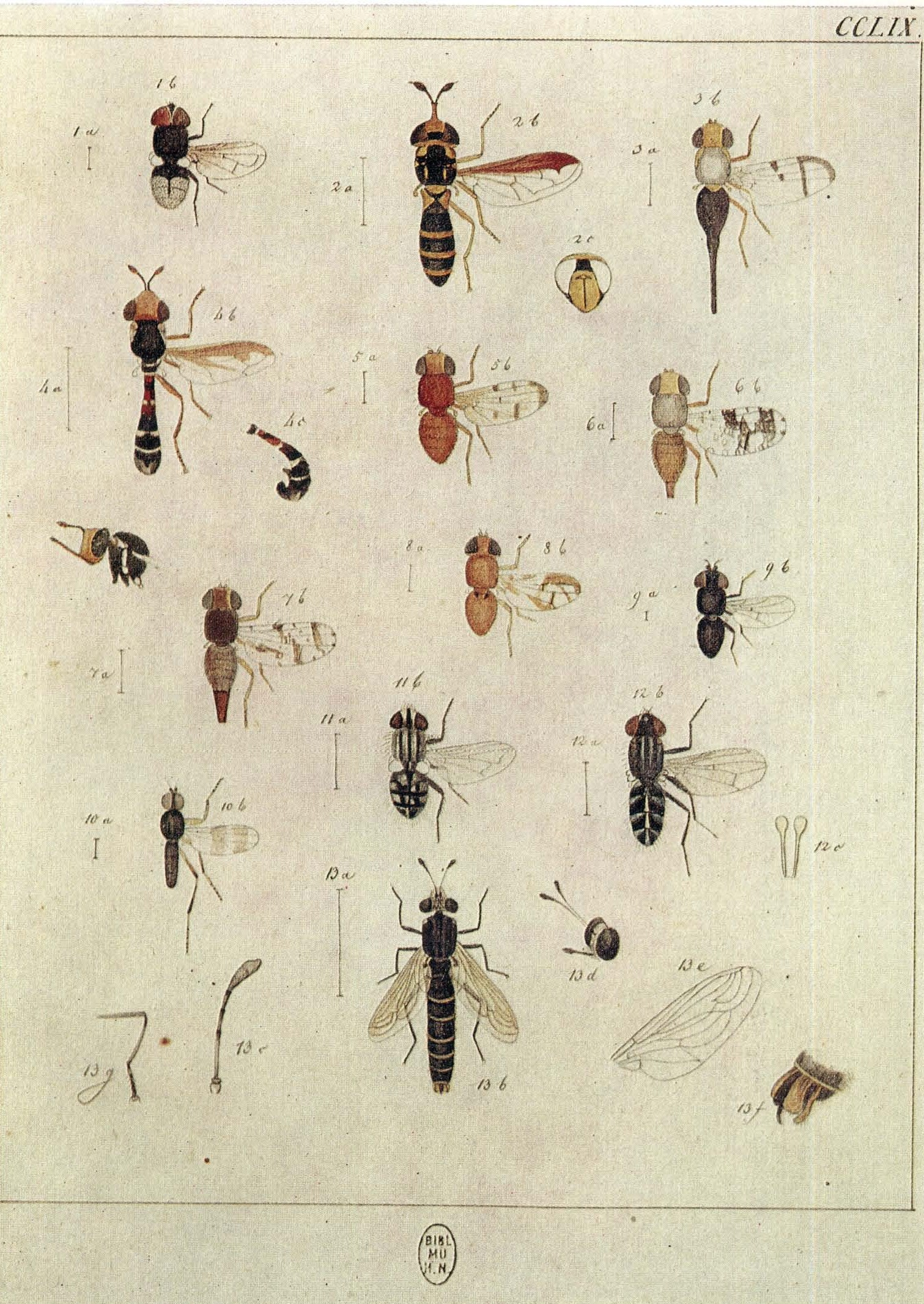
Systematische Beschreibung Taf CCLIX

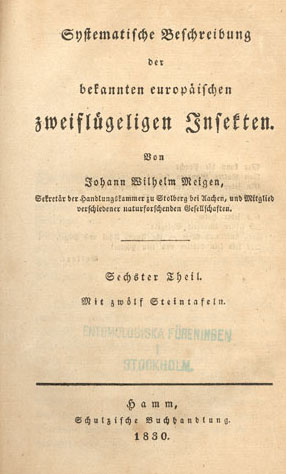
Frontis Systematische Beschreibung der bekannten europäischen zweiflügeligenInsekten

- 1800 Nouvelle Classification des Mouches A Deux Ailes(Diptera L.)d'apres un plan tout nouveau (Paris, chez J. J. Fuchs, Librairie, Rue des Mathurins, No. 334. De I'lmprimerie de H. L. Perronneau/Rue du Battoir, No. 8).

Nouvelle Classification AN VIII (Any 8). Meigen's "Avant-Propos" (preface) 
- 1803 Meigen publicà Versuch einer neuen Gattungseintheilung der europäischen zweiflügeligen Insekten. in Magazin für Insektenkunde (2: 259-281).

Lepidoptera
- Systematische Beschreibung der Europäischen Schmetterlinge Aachen ; Leipzig, [1827]-1829-32.